# Columbia megye (Arkansas)
Columbia megye az Amerikai Egyesült Államokban, azon belül Arkansas államban található. Megyeszékhelye és legnagyobb városa Magnolia. Lakosainak száma 22 801 fő (2020. április 1.). Columbia megye Ouachita, Nevada, Union, Lafayette, Webster és Claiborne megyékkel határos.

## Népesség
A megye népességének változása:
| Lakosok száma | 24 728 | 24 659 | 24 386 | 24 164 | 24 114 | 22 801 |
|               | 2010   | 2011   | 2012   | 2013   | 2015   | 2020   |